# Jan Cux
Jan Cux ist das Maskottchen der Stadt Cuxhaven.

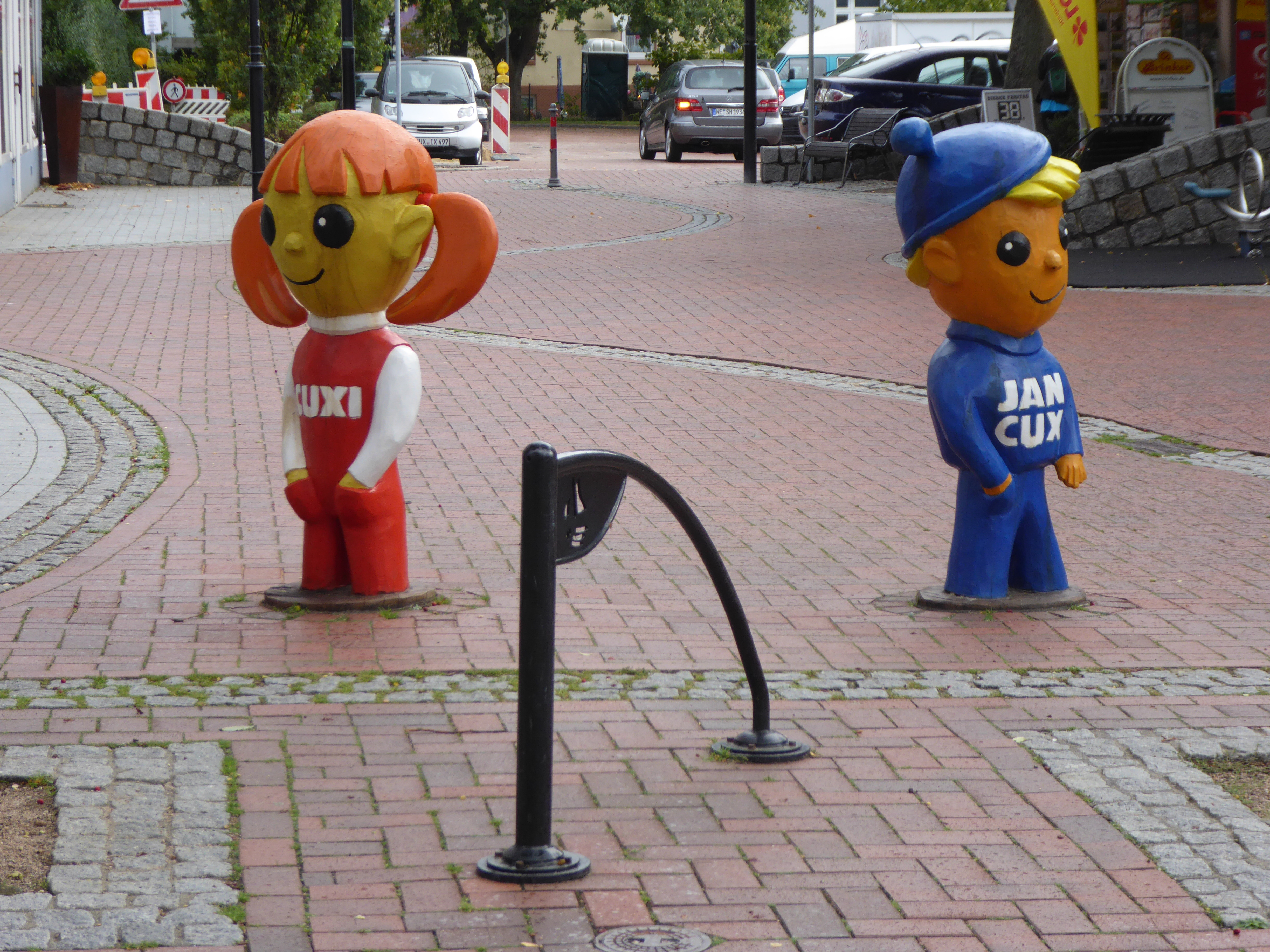
Holzfiguren der Maskottchen „Cuxi“ (hier mit roten Haaren) und „Jan Cux“ in der Schillerstraße, Cuxhaven

Am 13. März 1973 ersetzte das Nordseeheilbad eine bis dahin als Maskottchen verwendete Nixe durch den vom ortsansässigen Grafikdesigner Kurt Moldenhauer sowie seiner Schwägerin, der Künstlerin Magda Roos, entwickelten „Jan Cux“. Er wird dargestellt als blondes Männchen in blauer Kleidung und trägt eine blaue Pudelmütze. Auf dem Oberteil steht in großen Buchstaben JAN CUX. Im Juli 1973 wurde dieser Figur ein weibliches Pendant mit dem Namen „Cuxi“ beigefügt, das rot-weiße Kleidung trägt und meist mit blonden oder rötlichen Haaren dargestellt wird. Jährlich werden etwa 250.000 Maskottchen-Aufkleber gedruckt und verteilt.